# Sidi Mhadheb
Abou el Kacem ben Idriss el Cherif (arabe : أبو القاسم بن إدريس الشريف), surnommé Sidi Mhadheb (arabe : سيدي مهذب) est un sage soufi né à Seguia el Hamra et décédé à Skhira en Tunisie au XIIIe siècle,.

## Biographie
Abou el Kacem ben Idriss el Cherif est un chérif idrisside ,, descendant de Ali ibn Abi Taleb et de Fatima Zahra, la fille du prophète Mahomet. Ils font tous partie de Ahl al-Kisa, les « gens de la cape ». 
La lignée du saint homme est retranscrite dans son mausolée à Skhira. Son nom complet est :  
Aboulkacem ben Ahmed ben Hdhil ben Ahmed ben Mabrouk ben Ali ben Mouhamed ben Salem ben Mouhamed ben Ibrahim ben Massoud ben Ali ben Salem ben Yahya ben Ahmed ben Ibrahim ben Mouhamed ben Ali Hamza ben Ali ben Khaled ben Salah ben Slimane ben Ibrahim ben Mouhamed ben Abdallah ben Issa ben Idriss ben Abdallah ben Mouhamed ben Abdallah ben Hassan ben Fatima Ezzahra bent Muhammed .
Abou el Kacem el Cherif modernise la bibliothèque de la Mosquée Zitouna, d’où le surnom qui lui a été attribué, Sidi Mhadheb. Mhadheb signifiant en arabe « celui qui améliore, restructure et réorganise ».
Cheikh soufi et homme de paix, il est chargé par le premier sultan hafside Abû Zakariyâ Yahyâ (1228-1248) d’apaiser les tensions entre les trois grandes tribus au milieu desquelles il s’installe avec sa tribu, les Mhadhba : les Mthalith, les Hammama et les Béni Yazid . 
Un territoire d’environ 300.000 hectares lui est octroyé pour servir de zone tampon : le « henchir Sidi Mhadheb ». L’acte de donation date du mois de Mouharram de l’an 986 de l’hégire, soit en mars et avril 1578 de l'Ère commune. Ce sont les Mthalith qui cèdent une partie de leurs terres . La zone géographique dont dispose Abou el Kacem el Cherif s’étend de Mahres au nord jusqu’à Ouèd el Akarit au sud. 
Menée à bien, la mission pacificatrice assure la sécurité de la route caravanière reliant le Moyen-Orient et le Maghreb. 
Chargé également de statuer sur les conflits surgissant entre les différentes tribus de la région, Sidi Mhadheb bénéficie rapidement d'une notoriété et d’un respect croissants. À sa mort, un mausolée lui est dédié. Celui-ci est situé à deux kilomètres de la ville de Skhira et est encore visité chaque année par des milliers de personnes. Une hadhra ou cérémonie soufie y est toujours célébrée : on y écoute des chants religieux et des récits hagiographiques .

## Légende
Il est dit que c’est sur une monture que Sidi Mhadheb aurait délimité le territoire qui lui était échu. À l’heure de la prière, il aurait invité un lion affamé à dévorer l’animal qui le portait. Sidi Mhadheb aurait ensuite jeté sa selle sur le squelette laissé à même le sol et la monture aurait repris vie et marché . 

## Héritage
La tribu des Mhadhba installée dans une vaste zone géographique autour de la ville de Skhira en Tunisie lui doit son nom. Certaines traditions affirment que tous les Mhadhba seraient les descendants de Abou el Kacem ben Idriss el Cherif.  
Le festival de Sidi Mhadheb a lieu en été dans la ville de Skhira depuis une trentaine d’années.